# Toros de Texcoco
Toros de Texcoco sind ein ehemaliger mexikanischer Fußballverein aus der Stadt Texcoco im Bundesstaat México.
Der Verein war in den Spielzeiten 1986/87 und 1987/88 in der Segunda División vertreten, die seinerzeit noch den Rang einer zweiten Liga einnahm. Zu jener Zeit hütete Félix Fernández das Tor, dem später der Sprung in die Nationalmannschaft gelang und der 1994 zum mexikanischen WM-Aufgebot gehörte.